# Йоан Зарко
Йоан Зарко (фр. Johann Zarco; 16 липня 1990, Канни, Франція) — французький мотогонщик, дворазовий чемпіон світу з шосейно-кільцевих мотогонок MotoGP в класі Moto2 (2015-2016). У сезоні 2017 виступає у класі MotoGP за команду «Monster Yamaha Tech 3» під номером 5.

## Біографія
Йоан народився 16 липня 1990 року в Каннах. Він з дитинства захоплювався мотоциклами. Як і більшість його колег — професійних гонщиків, Зарко починав свою кар'єру з виступів у змаганнях в класі міні-байк.
У 2003 році доля звела його з Лораном Феллоном, експертом у світі мотоперегонів. Ця зустріч мала вирішальне значення для його подальшої кар'єри. Під керівництвом Феллона він почав виступати в італійському чемпіонаті мінімото, а також в інших змаганнях по всій Європі в цьому ж класі.
У перший рік виступів Йоан посів 4-е місце в чемпіонаті Європи з мінімото в юніорській категорії C. В наступному, 2004-у році, француз посів друге місце на чемпіонаті Європи в класі Junior mini, а в 2005-у знову став віце-чемпіон континенту, цього разу в категорії дорослих спортсменів.
За результатами цих виступів в 2007 році Зарко був відібраний для участі у змаганнях з шосейно-кільцевих мотоперегонів «Red Bull MotoGP Rookies Cup» — новоствореній серії, в якій брали участь найкращі молоді гонщики Європи. Здобувши 3 перемоги та загалом 6 подіумів у 7 гонках чемпіонату, Йоан став першим переможцем серії.
У 2008 році Йоан виступав у деяких гонках чемпіонату Італії з командою «Team Gabrielli», а вже на наступний сезон француз отримав запрошення від команди «WTR San Marino Team» для виступів у чемпіонаті світу серії MotoGP.

### MotoGP
Перші два сезони виступів у чемпіонаті стали для француза своєрідною школою. Він не демонстрував високих результатів, посівши 20 та 11 місця в загальному заліку, проте призвичаївся до нової техніки та умов змагань.
На сезон 2011 Йоан приєднався до сильної команди «Avant-AirAsia-Ajo», у складі якої в попередньому сезоні Марк Маркес став чемпіоном світу. Користуючись накопиченим досвідом та володіючи найкращим мотоциклом серії, Зарко вже у другій гонці сезону фінішував на подіумі, розпочавши боротьбу за перемогу у чемпіонаті. Загалом в 17 гонках сезону він 11 разів фінішував в призовій трійці, але в останній гонці сезону не зміг фінішувати, віддавши перемогу у чемпіонаті Ніко Теролю та ставши віце-чемпіоном світу.
Після всього лише трьох сезонів в класі 125cc, Йоан перейшов у клас Moto2, приєднавшись до команди JIR Moto2. Тут його очікував мотоцикл з двигуном, більшим у 4 рази від попереднього, який вимагав нової техніки їзди, тому перший сезон знову пішов на призвичаювання до нових умов. Найкращим результатом року стало 4-е місце на Гран-Прі Португалії. Завдяки стабільності результатів (14 з 17 гонок він закінчив в заліковій зоні) француз посів 10-е місце в загальному заліку та став «Новачком року» (англ. Rookie  of the Year).
На наступний сезон Йоан перейшов до команди «Came Iodaracing Project», яка використовувала інший мотоцикл, Suter MMX2. Зарко протягом сезону двічі підіймався на подіум (у Італії та Валенсії), в підсумку посівши 9-те місце.
Після завершення сезону він перейшов до новоутвореної команди «AirAsia Caterham». Цей сезон став для Йоана ще успішнішим — 4 рази він фінішував у призовій трійці, здобувши також 1 поул. В загальному заліку француз посів 6-е місце. На жаль, у команди виникли фінансові проблеми і вона обмежила свою участь у чемпіонаті. Тому Зарко з радістю прийняв пропозицію свого давнього знайомого Акі Айо і приєднався до його команди «Ajo Motorsport» на наступний сезон.

#### 2015: Перемога у чемпіонаті

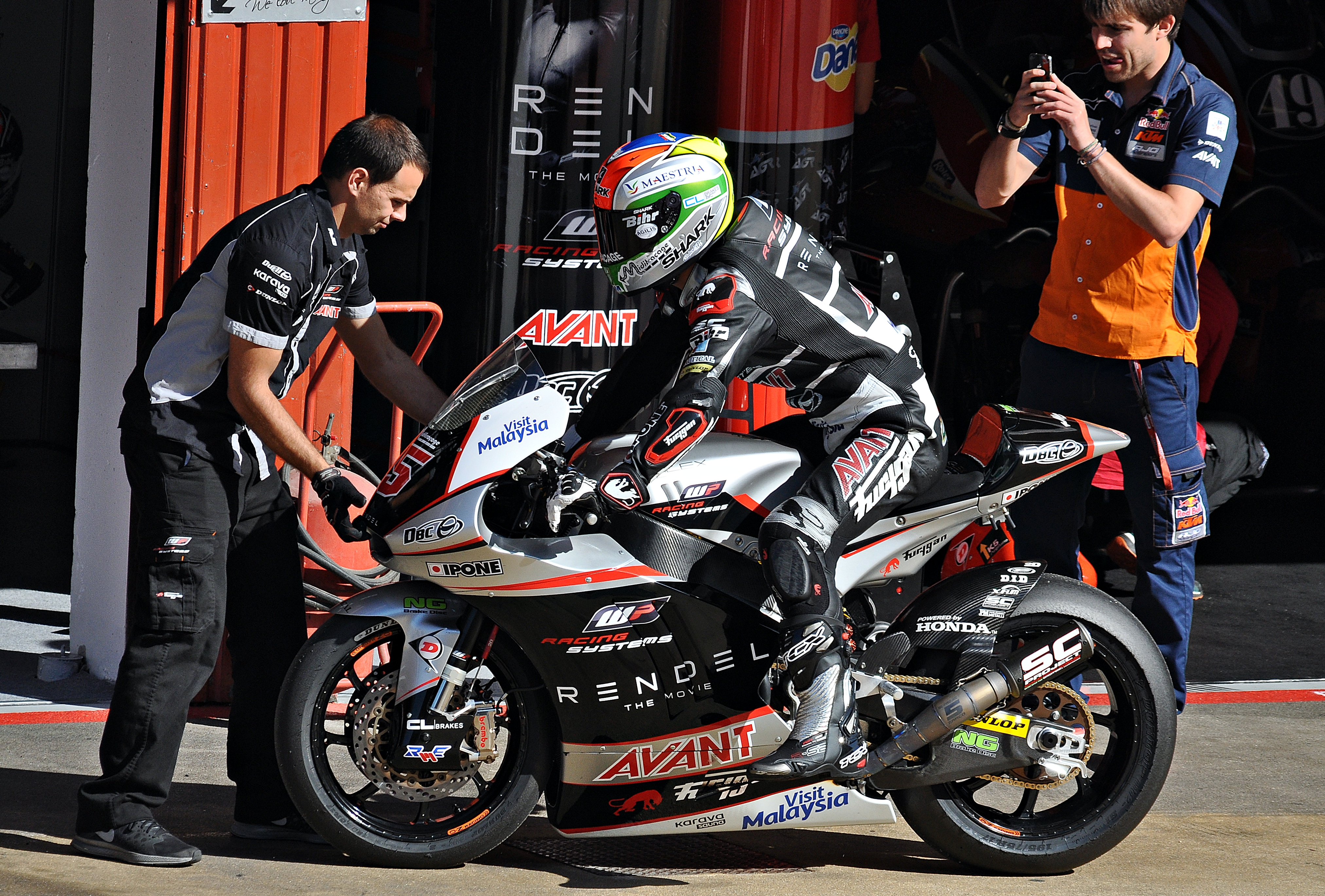
Йоан під час Гран-Прі Каталонії-2015

В дебютні гонці сезону 2015, Гран-Прі Катару, Йоан захопив лідерство та проїхав найшвидше коло, проте на 17-у колі у його мотоцикла відламався важіль перемикання КПП в положенні третьої передачі, на якій він змушений був доїхати гонку — заробленої переваги йому вистачило для того, щоб фінішувати лише на 8-у місці.. В наступній гонці, в Америці, він приїхав другим, а на аргентинському етапі здобув першу для себе перемогу в класі, причому з поулу, що дозволило очолити загальний залік чемпіонату. Фінішувавши в наступних 10 гонках на подіумі (в половині з них — на найвищій сходинці), француз зробив серйозну заявку на перемогу у чемпіонаті, і вже за 5 етапів до закінчення чемпіонату, на Гран-Прі Арагону, мав можливість достроково стати чемпіоном світу, проте не скористався нею, посівши лише шосте місце.
Доля сповна винагородила його вже на наступному етапі, в Японії, де Йоан, завдяки травмі свого головного переслідувача Естіва Рабата на кваліфікації, виграв чемпіонат достроково, до старту самої гонки.

## Статистика виступів у MotoGP

### В розрізі сезонів
| Сезон | Клас  | Команда                 | Мотоцикл        | Гонки | Пер | Под | ПП | НК | Очки | Місце |
| ----- | ----- | ----------------------- | --------------- | ----- | --- | --- | -- | -- | ---- | ----- |
| 2009  | 125cc | WTR San Marino Team     | Aprilia RS 125  | 16    | 0   | 0   | 0  | 0  | 32   | 20    |
| 2010  | 125cc | WTR San Marino Team     | Aprilia RSW 125 | 17    | 0   | 0   | 0  | 0  | 77   | 11    |
| 2011  | 125cc | Avant-AirAsia-Ajo       | Derbi RSA 125   | 17    | 1   | 11  | 4  | 4  | 262  | 2     |
| 2012  | Moto2 | JiR Moto2               | TSR TSR6        | 17    | 0   | 0   | 0  | 0  | 94   | 10    |
| 2013  | Moto2 | Came IodaRacing Project | Suter MMX2      | 17    | 0   | 2   | 0  | 2  | 141  | 9     |
| 2014  | Moto2 | AirAsia Caterham        | Suter MMX2      | 18    | 0   | 4   | 1  | 0  | 146  | 6     |
| 2015  | Moto2 | Ajo Motorsport          | Kalex Moto2     | 18    | 8   | 14  | 7  | 1  | 352  | 1     |
| 2016* | Moto2 | Ajo Motorsport          | Kalex Moto2     |       |     |     |    |    |      |       |

Примітка: * — сезон ще не розпочався.

## Цікаві факти
- Свої перемоги Йоан святкує цікавим способом — після фінішу він зупиняє свій мотоцикл біля відбійників, підіймається на них та виконує стрибок через голову назад. Інколи він урізноманітнює цей метод, зокрема, після тріумфу на Гран-Прі Нідерландів-2015 він до виконання свого трюку одів традиційне місцеве взуття — кломпи, а після перемоги на Гран-Прі Австрії-2016 — національний австрійський костюм трахтен.